# Manuel Alberti (ciudad)
Manuel Alberti es una localidad argentina situada en el partido del Pilar, provincia de Buenos Aires, a 42 km de la ciudad de Buenos Aires.

## Historia
- 1965, la historia de Manuel Alberti comienza en los primeros días de enero, cuando la futura localidad era en su mayoría amplias extensiones de campo, también conocidos por la ciudad vecina de Tortuguitas: "Los Fondos de Tortuguitas". En esos días no más de 200 familias eran las que poblaban tales praderas pampeanas. En su mayoría conformadas por obreros trabajadores dependientes de la empresa estatal "Ferrocarriles Argentinos". Como es de imaginar, pese a estas características, el tren que ya contaba con un tendido férreo , y por la zona sólo  realizaba parada en la estación Tortuguitas, partido de Malvinas Argentinas (ex partido de General Sarmiento) con sentido Estación Retiro y en la estación Del Viso, sentido al interior de la Provincia de Buenos Aires.

El gran boom demográfico producido en 1945 da como resultado en el área, junto a otros aspectos socioeconómicos, la llegada de gran cantidad de familias del interior del país, producto de los tentadores precios, ofertas y promesas de bienestar y futuro de la pujante zona. 
Esto despertó primeramente el interés monetario de rematadores como fue el caso del pionero italiano  Pío Eduardo Vicente Luchetti, quien adquirió tierras con fines de venderlas como negocio. Fue así que las primeras hectáreas que cayeron en mano de Luchetti  conformaron tres grandes grupos de tierras.
Según datos fehacientes basados en registros de compras, uno de esos grupos fue el llamado Tortuguitas – Capurro, compuesto por unas dieciocho hectáreas  adquiridas a la Sucesión de Omar Capurro y Otamendi, a quien correspondió tal territorio por herencia en la sucesión de su madre Doña Bibiana (así figura en registros) Otamendi de Capurro realizada en 1940.
Por otra parte se encontraba Tortuguitas –Lima, que consistía en 25,5 hectáreas  vendidas a Luccheti por Catalina Arcauz de Irigoin  y su hija María Ester, casada con Don Lima, que a su vez lo habían obtenido porque Domingo Irigoin lo había comprado a Isabel Hernández y Hernández Langlois. 
Y por último, el grupo de tierras conocido como Tortuguitas – Dorignac conformado por unas 20 has. adquiridas por el rematador  de manos de Alfonso J. Berguer  en representación de  la Sociedad de Fomento de Francisco Dorignac y Cia. y Don Horacio Quintana,  que a su vez obtuvieron de la compra a Don Torcuato Traccia y a su esposa María Asunción Mastronardi
El auge de crecimiento poblacional mencionado y factores extras como la proyección de una Autopista (futura Ruta Panamericana) por el este colaboraría en el acceso a estas tierras, ya que la única arteria automovilística era la Ruta Nacional 8 por el oeste. Cabe destacar que la única manera que tenían estos parajes para obtener el beneficio único de la tan ansiada estación era pagando por ella, pues no estaba en los planes de ningún presupuesto estatal. Con el fin único de iniciar el proyecto, se coordina la creación de una sociedad de fomento llamada Dorignac.
- 28 de mayo de 1958, con el esfuerzo mancomunado se logra la aprobación de la construcción del Apeadero, costando $500.000 m/n, que se lograría en 2 pagos. Una de las principales trabas que existía además de la recaudación para cubrir los gastos, era la “mano de obra”
- En el año 1959 y en el paraje situado entre Del Viso y Tortuguitas  una moradora pudiente y hacendada se acercó a la sede de la Obra Cardenal Ferrari con la idea de colaborar. Se trató de la Sra. Susana Duchesnoi de Estrada que vivía cómodamente en una chacra  con ocho hijos a su cargo. De esta forma su ofrecimiento apuntaba a que luego de una previa visita al lugar se evaluara la posibilidad de utilizar dos pequeñas habitaciones de una construcción similar a una tapera a casi cien metros del casco de su estancia.  El destino fijó a las monjas María Alicia Celina Antonia Caprani , Blanca Vega y Alicia Picasso como unas de las principales encargadas de este nuevo proyecto rural que desde Gerli llegaron a este desafío. La finalidad, tal como la pensó Duchesnoi de Estrada, era que allí la Obra Cardenal Ferrari pudiera comenzar con un plan integral de servicios básicos para aquellas familias esparcidas, pioneras y de muy bajos recursos. Se consiguieron cinco tranvías que sirvieron como aulas, consultorio y biblioteca. El barrio fue conocido luego como Barrio "Los Tranvías".

- Diciembre de 1964, muchos vecinos y pioneros, aceptan el desafío reuniéndose, “asado” mediante para elaborar una tarea paradigmática, que formaría una imagen representativa de sus orígenes. La ubicación de esta Estación / Apeadero fue elegida no en un punto medio lógico sino en el brindado por el llano necesario para que las locomotoras pudieran detenerse y arrancar sin demasiada resistencia por las inclinaciones del terreno

- 6 de junio de 1965 se cancela la deuda con Ferrocarriles Argentinos

- Con la llegada del primer tren en su historia al entonces apeadero "KM 42" que arribó a las 11:35 nacería una nueva localidad. Por tal motivo y basándose en el primer libro que recopiló la historia local "KM 42, historia de una localidad llamada Manuel Alberti" [1] (Autor José Cuello - ISBN 978-987-33-1595-4) se logró institucionalizar mediante ordenanza municipal la fecha fundacional de la localidad y desde 2012 se celebra ininterrumpidamente (Salvo en 2020 que debido a la pandemia de COVID-19 se celebró de manera Virtual con la presentación del libro "Manuel Alberti, presbítero del encuentro" ISBN 978-987-3656-60-6 en una comunicación desde la Base Esperanza en la Antártida Argentina y con la participación del regimiento de Granaderos a Caballo y el Regimiento de Patricios y vecinos en un emotivo video).
- 11 de julio de 1965 cercano el mediodía, el gobernador Dr. Oscar Alende, y casi todos los habitantes de la zona, esperaron con ansias la llegada del primer tren. La particularidad fue que sólo ese primer se detuvo en el apeadero. Recién el 20 de septiembre de dicho año y tras los reclamo de los vecinos el servicio de trenes cumplió regularidad, pero el 11 de julio pasó a ser el hito histórico referencial.

A través de los años la localidad es sacudida por los olvidos de los constantes cambios de gobierno en cuanto a mantenimiento, alumbrado, asfalto´, salvo por iniciativa de algunas sociedades de fomento, como por ejemplo la "Sociedad de Fomento Barrio Los Perales".
Las calles eran todas de tierra salvo tres cuadras que habían sido asfaltadas con la intención de lotear (Calle Tucumán, actual Padre Roquetta y una cuadra sobre actual Batalla de Curupayti). En la década de los 80 transitó una precaria línea de colectivos ídentificada con el número 501, pero al poco tiempo dejó su recorrido por las malas condiciones de las calles y en especial por quedarse atascados en el barro los días de lluvia. En el año 1987 se asfalta la calle principal llamada por entonces Santa Rosa (hoy Hipólito Yrigoyen). En ese mismo año también entra otra línea de colectivos de la zona, la 228 (Expreso Paraná), que permitió una llegada más rápida al centro de la Ciudad de Buenos Aires. Con el tiempo Ingresaría la Línea 510 uniendo Manuel Alberti con Pilar (Centro) en sus tres ramales 4, 5 y 9. 
Los orígenes de la localidad se vinculan directamente con la llegada del ferrocarril y su servicio regular de paradas, además de con la "la lucha personal de muchos habitantes contra intereses ajenos, burocracia, desafíos climáticos y de recursos".
El 11 de julio de 2015, con motivo de cumplirse el cincuentenario de la localidad se lanzó la "Cápsula del tiempo M-A" que atesora recuerdos y cartas de los alumnos de las escuelas locales para ser abierta en el año 2040 y 2065. Fue declarada de interés Municipal bajo el expediente Nro. 4089.5231/15 y decreto 1438-15
El 13 de julio de 2018 se inaugura un "monolito" a la memoria del presbítero "Manuel Alberti" que fue declarado de Interés Municipal bajo el expediente Nro. 4089 - 007423/2018 correspondiente a la resolución 1182-18 de la Municipalidad del Partido del Pilar que contiene en su interior la tierra del lugar donde estuvo sepultado el Presbítero Manuel Alberti de quién no se encontraron sus restos. Dicho monolito se encuentra en proceso de ser declarado de interés Provincial y de interés Nacional.